# Бібліографія Лесі Українки

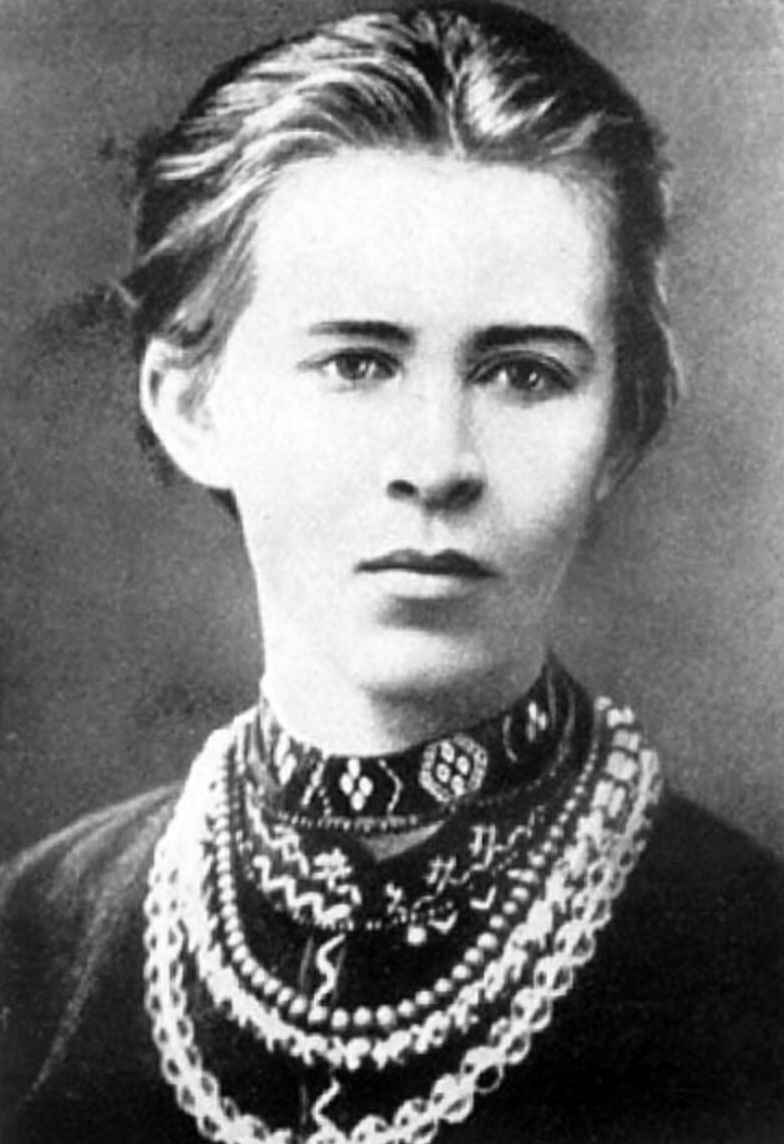
Леся Українка (1871—1913)

Бібліографія творів Лесі Українки складається з друкованих та рукописних текстів її творів і охоплює драматургію, поезію, художню прозу, літературно-критичні та публіцистичні статті, переклади, записи народної творчості, листи, авторські нотатки й конспекти.

## Твори

### Драматургія
У своїх драматичних творах Леся Українка застосовувала різні жанрові форми: драматичний етюд, драматична сцена, власне драма, драма-феєрія. Найчастіше письменниця зверталася до драматичної поеми, де поєднуються елементи драматургії та ліро-епічної поезії.
| №  | Назва                                         | Рік написання  | Жанр               | Першодрук | Примітки     |
| -- | --------------------------------------------- | -------------- | ------------------ | --------- | ------------ |
| 1  | Блакитна троянда                              | 1896           | психологічна драма | 1908      |              |
| 2  | Прощання                                      | 1896           | драма              | 1929      |              |
| 3  | Одержима                                      | 1901           | драматична поема   | 1902      |              |
| 4  | Вавилонський полон                            | 1903           | драматична поема   | 1908      |              |
| 5  | На руїнах                                     | 1904           | драматична поема   | 1908      |              |
| 6  | Осіння казка                                  | 1905           | фантастична драма  | 1929      |              |
| 7  | Три хвилини                                   | 1905           | драматичний діалог | 1906      |              |
| 8  | В катакомбах                                  | 1905           | драматична поема   | 1906      |              |
| 9  | В дому роботи, в країні неволі                | 1906           | драматичний етюд   | 1906      |              |
| 10 | Кассандра                                     | 1907           | драматична поема   | 1908      |              |
| 11 | Айша та Мохаммед                              | 1907           | драматичний діалог | 1913      |              |
| 12 | У пущі                                        | 1909           | драма              | 1910      |              |
| 13 | На полі крові                                 | 1909           | драматична поема   | 1910      |              |
| 14 | Йоганна, жінка Хусова                         | 1909           | драматичний етюд   | 1909      |              |
| 15 | Руфін і Прісцілла                             | 1910           | драматична поема   | 1911      |              |
| 16 | Бояриня                                       | 1910           | драматична поема   | 1914      |              |
| 17 | Лісова пісня                                  | 1911           | драма-феєрія       | 1912      |              |
| 18 | Адвокат Мартіан                               | 1911           | драматична поема   | 1913      |              |
| 19 | Камінний господар                             | 1911           | драматична поема   | 1912      |              |
| 20 | Орфеєве чудо                                  | 1913           | драматична поема   | 1916      |              |
| 21 | Оргія                                         | 1913           | драматична поема   | 1913      |              |
| 22 | Дімна Грачиха                                 | початок 1900-х | п'єса              | 1945      | незакінчений |
| 23 | Родина Бажаїв                                 | після 1907     | п'єса              | 1948      | незакінчений |
| 24 | Бондарівна                                    | 1907-1910      | драма              | 1945      | незакінчений |
| 25 | Сапфо                                         | 1912—1913      | драма              | 1946      | незакінчений |
| 26 | Яка ж дивна, яка ж дивна оця щаслива сторона! | 1912—1913      | драма              | 1947      | незакінчений |
| 27 | В неділю рано зілля копала…                   | 1913           | план п'єси         | 1964      | незакінчений |
| 28 | На передмісті Александрії живе сім'я грецька… | 1913           | драматична поема   | 1914      | незакінчений |

### Поезія
У доробку Лесі Українки — поеми, три поетичні збірки: «На крилах пісень» (1893), «Думи і мрії» (1899), «Відгуки» (1902), а також ще 115 віршів, які не увійшли до їх складу і лише частково були надруковані за життя поетеси.
| №  | Назва                            | Рік написання | Жанр             | Першодрук | Примітки       |
| -- | -------------------------------- | ------------- | ---------------- | --------- | -------------- |
| 1  | Русалка                          | 1885          | поема            | 1887      |                |
| 2  | Самсон                           | 1888          | поема            | 1892      |                |
| 3  | Місячна легенда                  | 1889–1892     | поема            | 1893      |                |
| 4  | Роберт Брюс, король шотландський | 1893          | поема            | 1894      |                |
| 5  | Давня казка                      | 1893          | поема            | 1896      |                |
| 6  | Одно слово                       | 1903          | поема            | 1906      |                |
| 7  | Що дасть нам силу?               | 1903          | поема            | 1916      | цикл «Триптих» |
| 8  | Якутська поема                   | 1906          | поема            | 1945      |                |
| 9  | Віла-посестра                    | 1901–1911     | поема            | 1911      |                |
| 10 | Ізольда Білорука                 | 1912          | поема            | 1913      |                |
| 11 | Орфеєве чудо                     | 1913          | драматична поема | 1916      | цикл «Триптих» |
| 12 | Про велета                       | 1913          | поема            | 1916      | цикл «Триптих» |

| №  | Назва                                | Рік написання   | Жанр        | Першодрук | Примітки       |
| -- | ------------------------------------ | --------------- | ----------- | --------- | -------------- |
| 1  | Любка                                | 1884            | вірш        | 1887      |                |
| 2  | «Я блукав колись по ріднім краю…»    | середина 1880-х | вірш        | 1947      |                |
| 3  | Жалібний марш                        | 1888            | вірш        | 1888      |                |
| 4  | «Чого то часами, як сяду за діло…»   | 1888            | вірш        | 1888      |                |
| 5  | «Шлю до тебе малий сей листочок…»    | 1888            | вірш        | 1947      |                |
| 6  | «За правду, браття, єднаймось щиро…» | 1889            | вірш        | 1951      |                |
| 7  | «Дивлюся я на смерть натури…»        | 1890            | вірш        | 1947      |                |
| 8  | Вишеньки                             | 1891            | вірш        | 1891      |                |
| 9  | Питання                              | 1892            | вірш        | 1927      | цикл «Романси» |
| 10 | Відповідь                            | 1892            | вірш        | 1928      | цикл «Романси» |
| 11 | На мотів з Міцкевича                 | 1893–1894       | вірш        | 1914      | цикл «Романси» |
| 12 | «Коли вже зачепили сі питання…»      | 1894            | вірш        | 1930      |                |
| 13 | Пророчий сон патріота                | 1895            | вірш        | 1895      |                |
| 14 | На пам'ять 31 іюля 1895 року         | 1895            | вірш        | 1930      |                |
| 15 | Божа искра                           | 1895            | вірш        | 1895      |                |
| 16 | Slavus–sclavus                       | 1895            | вірш        | 1895      |                |
| 17 | Братові й сестрі на спомин           | 1896            | вірш прозою | 1948      |                |
| 18 | «Як я умру, на світі запалає…»       | 1896            | вірш        | 1947      |                |
| 19 | «Не дорікати слово я дала…»          | 1897            | вірш        | 1945      |                |
| 20 | «Кров твоя — рубін коштовний…»       | 1897            | вірш        | 1947      |                |

### Проза
Серед творів художньої прози Лесі Українки — оповідання, нариси, казки.
| №  | Назва                                 | Рік написання   | Жанр                | Першодрук | Примітки     |
| -- | ------------------------------------- | --------------- | ------------------- | --------- | ------------ |
| 1  | Така її доля                          | 1888            | оповідання          | 1889      |              |
| 2  | Святий вечір!                         | 1888            | оповідання          | 1889      |              |
| 3  | Метелик                               | 1889            | казка               | 1890      |              |
| 4  | Весняні співи                         | 1889            | оповідання (спогад) | 1892      |              |
| 5  | Біда навчить                          | 1890            | казка               | 1891      |              |
| 6  | Чашка                                 | кінець 1880-х   | оповідання          | 1947      |              |
| 7  | Лелія                                 | 1890            | казка               | 1891      |              |
| 8  | Жаль                                  | 1893            | оповідання          | 1894      |              |
| 9  | Пізно                                 | 1893            | оповідання          | 1928      |              |
| 10 | Одинак                                | 1894            | оповідання          | 1947      | незакінчений |
| 11 | Притча про чотири перстені            |                 | притча              | 1894      |              |
| 12 | Щастя                                 | 1895            | легенда             | 1896      |              |
| 13 | Волинські образки                     | 1895            | нарис               | 1895      |              |
| 14 | Місто смутку                          | 1896            | нарис               | 1929      |              |
| 15 | Голосні струни                        | 1897            | нарис               | 1952      |              |
| 16 | Ein Brief ins Weite (Лист у далечінь) | 1898            | оповідання          | 1900      |              |
| 17 | Над морем                             | 1898            | оповідання          | 1901      |              |
| 18 | Мгновение                             | кінець 1890-х   | оповідання          | 1905      |              |
| 19 | Сліпець                               | 1902            | нарис-pendant       | 1938      |              |
| 20 | Примара                               | 1905            | оповідання          | 1923      |              |
| 21 | Приязнь                               | 1905            | оповідання          | 1905      |              |
| 22 | Розмова                               | 1908            | оповідання          | 1908      |              |
| 23 | Враги                                 | кінець 1900-х   | оповідання          | 1976      |              |
| 24 | Чотири казки зеленого шуму            | 1889            | казка               | 1951      | незакінчений |
| 25 | Жаль. План 4–12 розділів              | 1889            | план твору          | 1976      | незакінчений |
| 26 | Жаль. 6–7 розділи                     | 1891            | фрагмент оповідання | 1976      | незакінчений |
| 27 | От вона, тая жадана рівність…         | середина 1890-х | нарис               | 1951      | незакінчений |
| 28 | З людської намови                     | 2 пол. 1900-х   | оповідання          | 1951      | незакінчений |
| 29 | Беруть у двір Євцю…                   | 1904            | план оповідання     | 1951      | незакінчений |
| 30 | Помилка                               | 1905            | оповідання          | 1976      | незакінчений |
| 31 | Очі                                   | після 1906      |                     | 1951      | незакінчений |
| 32 | А все-таки прийди!                    | 1906            | оповідання          | 1976      | незакінчений |
| 33 | Спогади тітки Люсі                    | початок 1900-х  | нарис               | 1956      | незакінчений |
| 34 | Ненатуральна мати                     | кінець 1900-х   | оповідання          | 1951      | незакінчений |
| 35 | Утопія                                | кінець 1900-х   | оповідання          | 1976      | незакінчений |
| 36 | Interview                             | кінець 1900-х   | оповідання          | 1976      | незакінчений |
| 37 | Турчин і вірменочка                   | кінець 1900-х   | план твору          | 1976      | незакінчений |
| 38 | Чисте рівне плесо моря…               | 1911            |                     | 1960      | незакінчений |
| 39 | Екбаль-ганем                          | 1913            | повість             | 1913      | незакінчений |

### Літературна критика та публіцистика
Леся Українка є авторкою низки літературно-критичних та публіцистичних статей. Окремі з них — незакінчені. Також за життя письменниці не всі вони були надруковані.
Літературно-критичні статті та доповіді:
- Два направления в новейшей итальянской литературе [Архівовано 28 листопада 2021 у Wayback Machine.] (1899)
- Писателі-русини на Буковині [Архівовано 28 листопада 2021 у Wayback Machine.] (1899)
- Малорусские писатели на Буковине [Архівовано 28 листопада 2021 у Wayback Machine.] (1900)
- Новые перспективы и старые тени [Архівовано 28 листопада 2021 у Wayback Machine.] (1900)
- Заметки о новейшей польской литературе [Архівовано 28 листопада 2021 у Wayback Machine.] (1900)
- «Михаэль Крамер». Последняя драма Гергарта Гауптмана [Архівовано 28 листопада 2021 у Wayback Machine.] (1901)
- Новейшая общественная драма [Архівовано 28 листопада 2021 у Wayback Machine.] (1901)
- Європейська соціальна драма в кінці XIX ст. [Архівовано 28 листопада 2021 у Wayback Machine.] (1901)
- Винниченко [Архівовано 28 листопада 2021 у Wayback Machine.] (1905)
- Утопія в белетристиці [Архівовано 28 листопада 2021 у Wayback Machine.] (1906)
- «Утопия» в беллетрическом смысле (1906)
- Про театр [Архівовано 28 листопада 2021 у Wayback Machine.] (1907)

Публіцистичні статті:
- Джон Мільтон [Архівовано 28 листопада 2021 у Wayback Machine.] (1895)
- Про козаків [Архівовано 28 листопада 2021 у Wayback Machine.] (кінець 1880-х)
- Лист до товаришів [Архівовано 28 листопада 2021 у Wayback Machine.] (1895)
- «Беседа», часопись баптистів (штундистів) (1895)
- «Безпардонний» патріотизм [Архівовано 28 листопада 2021 у Wayback Machine.] (1895)
- La voix d'une prisonnieri russi. Голос однієї російської ув'язненої [Архівовано 28 листопада 2021 у Wayback Machine.] (1896)
- «Не так тії вороги, як добрії люди» [Архівовано 28 листопада 2021 у Wayback Machine.] (1897)
- Державний лад [Архівовано 28 листопада 2021 у Wayback Machine.] (1898)
- Спогади про Миколу Ковалевського [Архівовано 28 листопада 2021 у Wayback Machine.] (1899)
- Додаток від впорядника до українського перекладу книжечки «Хто з чого жиє» [Архівовано 28 листопада 2021 у Wayback Machine.] (1901)
- Замітки з приводу статті «Політика і етика» [Архівовано 28 листопада 2021 у Wayback Machine.] (1903)

### Зібрання творів

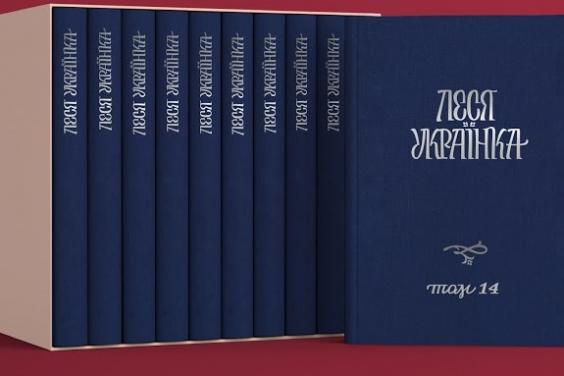
14-ти томне зібрання творів Лесі Українки (видання 2021 року)

Існує кілька видань зібрань творчої спадщини Лесі Українки, найповніші з них:
- Українка Леся. Твори: в 7 томах / Леся Українка. — Київ—Харків : Книгоспілка, 1923—1925.
- Українка Леся. Твори : [в 12 т.] / Леся Українка / Б. Якубський (заг. ред.). — Київ : Книгоспілка, 1927—1930.
- Українка Леся. Твори : [в 12 т.] / Леся Українка / ред. Б. Якубського. — Нью-Йорк : Книгоспілка, 1953—1954.
- Українка Леся. Твори : в 5 томах / Леся Українка / [ред. кол. : П. Г. Тичина (голова) та ін.] — Київ : Держлітвидав України, 1951—1956.
- Українка Леся. Твори в десяти томах / Леся Українка. — Київ : Держлітвидав України — Дніпро, 1963—1965.
- Українка Леся. Зібрання творів у дванадцяти томах / Леся Українка / [редкол.: Є. С. Шабліовський (голова) та ін.]; [АН УРСР]. — Київ : Наукова думка, 1975—1979.
- Леся Українка. Повне академічне зібрання творів: у 14 томах. ТТ. 1-14. — Луцьк : Волинський національний університет імені Лесі Українки, 2021. — ISBN 978-966-600-731-8.

Найповнішим виданням є повне нецензуроване академічне зібрання творів Лесі Українки в 14 томах, видане 2021 року з нагоди 150-річного ювілею письменниці. До складу редакційної колегії увійшли: Віра Агеєва, Юрій Громик, Оксана Забужко, Ірина Констанкевич, Марія Моклиця, Сергій Романов. Електронна версія видання міститься у вільному доступі на інтернет-сторінці Українського інституту книги.

### Видання мовами світу
Твори Лесі Українки перекладено багатьма мовами світу, зокрема й англійською, бенгальською, грузинською, італійською, кримськотатарською, німецькою, польською, російською, французькою, угорською мовами.
Вибрані переклади творів Лесі Українки:
- Англійська мова
  - Lesya Ukrainka. Spirit of Flame: A collection of the Works / Lesya Ukrainka ; translated by P. Cundy. — New York: Bookman Associates, 1950. — 320 p. — Пер. з укр.
  - Ні, я жива! Я буду вічно жити: Леся Українка = Yes, I am alive! and I shall live forever! : Lesya Ukrainka. — К. : Мистецтво, 1973. — 79 с. : фото
  - Ukrainka Lesya. Hope: selected poetry / Lesya Ukrainka, tr. Gladys Evans, for. Arsen Ishchuk. — Kyiv: Dnipro Publishers, 1981. — 135 p. — Пер. з укр.
- Арабська мова
  - «Леся Українка: вибрані поезії та листи». Переклад і передмова Олена Хоміцька, Самір Мунді. – Каїр, в-во «Дар аль-Ейн», 2017. - 181 с.: фот. - ISBN 978-977-490-467-7
  - Леся Українка. Метелик. Пер. з укр. Олени Хоміцької // Антологія української новелістики (кінець 19 – початок 20 ст.). Ер-Ріяд: Міляд - Літературний клуб м. Ер-Ріяд, 2021. С.247-250.
  - Леся Українка. Прозові твори (1). — Перекладач Імадеддін Раеф. Передмова Ігор Осташ. — Бейрут, в-во «Аль-Мусаввер Аль-Арабі».  — 25 лютого 2021. 
 До книжки ввійшли переклади 19 оповідань та казок Лесі Українки: «Така її доля», «Святий вечір!», «Весняні співи», «Чашка», «Волинські образки. 1. Школа», «Щастя», «Місто смутку», «Голосні струни», «Пізно», «Ein Brief ins Weite», «Мить», «Вороги», «Сліпець», «Примара», «Розмова», «Метелик», «Біда навчить» та «Лелія».
  - Двотомник перекладів прози Лесі Українки арабською мовою Ігор Осташ презентував у Літературно-меморіальному музеї Лесі Українки у Звягелі 28 лютого 2023 року.
- Бенгальська мова
  - Лісова Пісня আরণ‌্য সঙ্গীত Āraṇ‌ya saṅgīt [Архівовано 30 вересня 2021 у Wayback Machine.] / Переклад та упорядкування мовою бенґалі Мрідули Гош. Ілюстрації засл. худ. України Ю. Камишного. Київ: Видавничий дім «Особистості», 2012 — ISBN 978-966-97214-0-2
- Грузинська мова
  - Велика трійця: Тарас Шевченко. Іван Франко. Леся Українка / груз. пер. Рауль Чілачава ; [упоряд. та вступ. тексти Рауля Чілачави ; худож. оформ. Володимира Соловйова]. — Київ: Етнос, 2005. — 336 с. : іл. — Текст: укр., груз. — ISBN 978-966-522-064-0
  - Українка Леся. Вірші та драматична поема / Леся Українка ; [упоряд., авт. передм. та пер. груз. мовою Р. Ш. Чілачава ; худож.–іл. М. Г. Цесарська]. — К. : Дніпро, 1991. — 203, [1]с. : іл. — Назва та текст укр., груз. мовами
  - Українка Леся. Сім струн: лірика / Леся Українка ; упоряд., авт.передм. та пер. груз. мов. Р. Ш. Чілачава. — К. : Дніпро ; Тбілісі: Сакартвело, 1991. — 204 с.
- Іспанська мова
  - Ukrainka Lesya. En las Catacumbas: poema dramatico / Lesya Ukrainka. — K. : Mistetstvo, 1971. — 86 p. : ill. — Пер. з укр.
  - Dueño de piedra[2] //  Lesia Ukraïnka in Translations, ed. Natalia Pazuniak. Philadelphia, 1988. С. 195–252.
- Кримсько-татарська мова
  - Українка Леся. Квітка на долоні вічності: вибрані твори = Бакъийлик авучындаки чечек: сайлама эсерлер / Л. Українка. — Сімф. : ДОЛЯ, 2001. — 224 с. — ISBN 978-966-7637-82-4. 130 років з дня народження Лесі Українки. — Укр. та кримськотатарською мовами
  - Квітка на долоні вічності [Текст] = Бакъийлик авучындаки чечек: вибр. тв. : у 2 т. / Леся Українка. — Л. : Світ, 2012 . — ISBN 978-966-603-745-2
  - Українка Леся. Лісова пісня: драма-феєрія в 3-х діях = Орман тюркюси: учь пердели драма-феерия /Леся Українка. — Сімферополь: Доля, 2001. — 232с. — 130 років з дня народження Лесі Українки. — Укр. та кримськотатарською мовами
- Німецька мова
  - Лісова пісня [Текст]: драма-феєрія: в 3 діях / Л. Українка ; пер. І. Качанюк-Спєх. — Л. : [б.в.], 2006. — 224 с. — Альтернативна назва: Das Waldlied: Drama-Feerie in 3 Akten /L.Ukrajinka. — ISBN 978-966-613-500-0. Укр. та нім. мовою
  - Українка Леся. Лісова пісня: драма-феєрія у трьох діях / Леся Українка ; пер. нім. мовою Ірина Качанюк-Спєх. — Львів: Видавничий центр ЛНУ ім. І. Франка, 2006. — 219, [4] с. : іл. — Укр. та нім. мовами
  - Ukrainka Lesja. In den katakomben: ein dramatisches poem / Lesja Ukrainka. — K. : Verlag Mysteztwo, 1970. — 87 p. : ill. — Пер з укр.
- Польська мова
  - Співачки зорі провідної: Леся Українка, Марія Конопницька = Spiewaczki Gwiazdy Przewodniczej: Lesia Ukrainka, Maria Konopnicka: вірші / пер. [та упоряд.] Я. Павлюк. — Київ: Голов. спеціаліз. ред. літ. мовами нац. меншин України, 2002. — 179, [2] c. : іл. — (Джерела духовності).
  - Ukrainka L. Siedem Strun / Lesia Ukrainka, red. Tadeusz Chroscielewski. — Lublin, Wydawnictwo Lubelskie, 1980. — 230 s.
  - Ukrainka Lesia. Sieden strun / Lesia Ukrainka. — Lublin: Wydawnictwo Lubelskie, 1980. — 229 с. : портр.
- Російська мова
  - Леся Украинка. Собрание сочинений в 3-х тт. М. 1950. (Рецензія П. О. в Літ.-Наук. Збірнику УВАН, кн. 1. Нью-Йорк 1952)
  - Украинка Леся. Собрание сочинений: в трех томах: пер. с укр. / Леся Украинка ; ред.: М. Рыльский, Н. Браун и А. Дейч. — М. : Гослитиздат, 1950
  - Украинка Леся. В катакомбах / Леся Украинка // Украинская классическая драматургия. — М. ; Л., 1951
  - Украинка Леся. Стихи и поэмы: пер. с укр. / Леся Украинка.– М. : Гослитиздат, 1953. — 186 с.
  - Украинка Леся. Избранное: пер. с укр./ Леся Украинка. — М. ; Л. : Государственное изд-во детской литературы, 1954. — 366 с. : ил. — (Школьная библиотека)
  - Украинка Леся. Собрание сочинений: в 4 т. : пер. с укр / Леся Украинка ; вступ. ст., коммент. Ал. Дейча ; под ред. Н. Брауна, А. Дейча, М. Рыльского. — М. : Художественная литература, 1956—1957
  - Украинка Леся. Собрание сочинений: в четырех томах: пер. с укр / Леся Украинка. — М. : Гослитиздат, 1956. — 4 т
  - Украинка Леся. Пой, моя песня: стихотворения / Леся Украинка ; вступ. стат. А. Дейча. — М. : Детская литература, 1971. — 143 с.
  - Украинка Леся. Лесная песня: лирика и драм. произведения / Леся Украинка: пер. с укр. — М. : Худож. лит., 1988. — 399 с. : ил. — (Классики и современники) — (Поэтическая библиотека)
- Угорська мова
  - Вибрані поезії [Текст] / Л. Українка ; пер. Л. Балла. — Ужгород: Карпати, 2007. — 256 с.: іл. — ISBN 978-966-671-153-6 Укр. та угор. мовами
  - Українка Леся. Сім струн: поезії = Hét húr: versek / Леся Українка ; [упоряд. Н. Драгоманова-Бартаі, Ярослава Хартяні] ; [Товариство Української Культури в Угорщині]. — [Будапешт: Агроінформ, 1996]. — 109, [2] с. — Укр. та угор. мовами